# Tangguntiti
Tangguntiti is een bestuurslaag in het regentschap Tabanan van de provincie Bali, Indonesië. Tangguntiti telt 2070 inwoners (volkstelling 2010).